# Zoot Sims
Zoot Sims (29. října 1925 Inglewood, Kalifornie, USA – 23. března 1985 New York City, New York, USA) byl americký jazzový saxofonista. V roce 1943 hrál ve skupině Bennyho Goodmana a o rok později nahradil Bena Webstera v kvartetu Sida Catletta. Hrál například na albu Blues and Haikus básníka Jacka Kerouaca. Rovněž spolupracoval s dalšími hudebníky, mezi které patří Gerry Mulligan, Al Cohn, Charles Mingus, Bob Brookmeyer, Trigger Alpert, Lalo Schifrin, Sonny Stitt nebo Sarah Vaughan.